# Titularbistum Amaura
Amaura ist ein Titularbistum der römisch-katholischen Kirche. 
Der antike Bischofssitz lag in der römischen Provinz Mauretania Caesariensis.
| Titularbischöfe von Amaura |                                       |                                                              |                |                   |
| Nr.                        | Name                                  | Amt                                                          | von            | bis               |
| 1                          | Etienne-Auguste-Germain Loosdregt OMI | Apostolischer Vikar von Vientiane (Laos)                     | 13. Mai 1952   | 13. November 1980 |
| 2                          | Norbert Werbs                         | Weihbischof in Schwerin Weihbischof in Hamburg (Deutschland) | 7. Januar 1981 | 3. Januar 2023    |
| 3                          | Luis Alberto Migone Repetto           | Weihbischof in Santiago de Chile (Chile)                     | 6. Mai 2023    |                   |